# Rajd Świdnicki 2018
46. Rajd Świdnicki KRAUSE – 46. edycja Rajdu Świdnickiego. To rajd samochodowy, który był rozgrywany od 21 do 22 kwietnia 2018 roku. Bazą rajdu było miasto Świdnica. Była to pierwsza runda rajdowych samochodowych mistrzostw Polski w roku 2018 i druga runda historycznych rajdowych samochodowych mistrzostw Polski w sezonie 2018. W sezonie 2018 był to rajd drugiej kategorii (tzw. jednoetapowy), gdzie punktacja była następująca od 25 punktów za zwycięstwo i oddzielne punkty za odcinek Power Stage. Organizatorem rajdu był Automobilklub Sudecki.
Rajd wygrał Grzegorz Grzyb, dla którego było to ósme zwycięstwo  i dwudzieste ósme podium w cyklu RSMP. Było to trzecie zwycięstwo załogi Grzyb, Hundla w tym rajdzie, którzy poprzednio triumfowali w Rajdzie Świdnickim w latach 2015 i 2016. Wygrał on cztery z ośmiu odcinków specjalnych. Drugie miejsce zajął Jakub 'Colin' Brzeziński, dla którego było to szóste podium w karierze. Trzecie miejsce zajął Mikołaj Marczyk - druga wizyta na podium w karierze. Cała pierwsza trójka kierowała samochodami Škoda Fabia R5. 
Rajdu nie ukończył ubiegłoroczny mistrz Polski Filip Nivette, który odpadł na trzecim odcinku specjalnym, po uszkodzeniu chłodnicy. Z rywalizacji odpadł także Dariusz Poloński, który nie dojechał do mety ósmego odcinka.

## Lista startowa[8]
Poniższa lista spośród 51 zgłoszonych zawodników obejmuje tylko zawodników startujących w najwyższej klasie 2 samochodami grupy R5 i wybranych zawodników startujących w klasie Open N.   
| Nr. | Zespół                         | Kierowca            | Pilot                 | Samochód          | Klasa  |
| --- | ------------------------------ | ------------------- | --------------------- | ----------------- | ------ |
| 1   | Filip Nivette                  | Filip Nivette       | Kamil Heller          | Ford Fiesta Proto | Open N |
| 2   | Grzegorz Grzyb                 | Grzegorz Grzyb      | Robert Hundla         | Škoda Fabia R5    | 2      |
| 3   | Tiger Energy Drink Rallye Team | Tomasz Kasperczyk   | Damian Syty           | Ford Fiesta R5    | 2      |
| 4   | Rallytechnology                | Zbigniew Gabryś     | Artur Natkaniec       | Ford Fiesta R5    | 2      |
| 5   | Škoda Polska Motorsport        | Mikołaj Marczyk     | Szymon Gospodarczyk   | Škoda Fabia R5    | 2      |
| 6   | Go+Cars Atlas Ward             | Jakub Brzeziński    | Kamil Kozdroń         | Škoda Fabia R5    | 2      |
| 7   | Jarosław Kołtun                | Jarosław Kołtun     | Ireneusz Pleskot      | Ford Fiesta R5    | 2      |
| 8   | Łukasz Byśkiniewicz            | Łukasz Byśkiniewicz | Maciej Wisławski      | Hyundai i20 R5    | 2      |
| 9   | Rallytechnology                | Dariusz Poloński    | Łukasz Sitek          | Ford Fiesta R5    | 2      |
| 10  | Wojciech Chuchała              | Wojciech Chuchała   | Sebastian Rozwadowski | Škoda Fabia Proto | Open N |
| 17  | Damian Łata                    | Damian Łata         | Marcin Roik           | Ford Fiesta Proto | Open N |

## Zwycięzcy odcinków specjalnych[10]
| Dzień       | Numer odcinka | Nazwa odcinka                       | Długość  | Zwycięzca odcinka              | Samochód                      | Czas    | Lider rajdu      |
| ----------- | ------------- | ----------------------------------- | -------- | ------------------------------ | ----------------------------- | ------- | ---------------- |
| 21 kwietnia | Od. testowy   | Walim-Zagórze                       | 3,20 km  | Mikołaj Marczyk                | Škoda Fabia R5                |         |                  |
| 21 kwietnia | OS1           | Świdnica – Super OS CRUSAR          | 6,65 km  | Jakub Brzeziński               | Škoda Fabia R5                | 4:38.8  | Jakub Brzeziński |
| 22 kwietnia | OS2           | Witoszów – Złoty Las 1              | 5,40 km  | Grzegorz Grzyb Zbigniew Gabryś | Škoda Fabia R5 Ford Fiesta R5 | 2:41.2  | Jakub Brzeziński |
| 22 kwietnia | OS3           | Walim(x1) – Zagórze 1               | 12,85 km | Zbigniew Gabryś                | Ford Fiesta R5                | 7:42.9  | Zbigniew Gabryś  |
| 22 kwietnia | OS4           | Jawornik – Kamionki 1               | 23,50 km | Grzegorz Grzyb                 | Škoda Fabia R5                | 12:25.9 | Grzegorz Grzyb   |
| 22 kwietnia | OS5           | Witoszów – Złoty Las 2              | 5,40 km  | Grzegorz Grzyb                 | Škoda Fabia R5                | 2:40.0  | Grzegorz Grzyb   |
| 22 kwietnia | OS6           | Walim(x1) – Zagórze 2               | 12,85 km | Jakub Brzeziński               | Škoda Fabia R5                | 7:35.0  | Grzegorz Grzyb   |
| 22 kwietnia | OS7           | Jawornik – Kamionki 1               | 23,50 km | Grzegorz Grzyb                 | Škoda Fabia R5                | 12:18.0 | Grzegorz Grzyb   |
| 22 kwietnia | OS8           | Walim(x1) – Zagórze 3 (Power Stage) | 12,85 km | Mikołaj Marczyk                | Škoda Fabia R5                | 7:30.1  | Grzegorz Grzyb   |

### Power Stage - OS8[11]
| Miejsce | Kierowca         | Pilot               | Samochód       | Czas/strata | Punkty |
| ------- | ---------------- | ------------------- | -------------- | ----------- | ------ |
| 1       | Mikołaj Marczyk  | Szymon Gospodarczyk | Škoda Fabia R5 | 7:30.1      | 5      |
| 2       | Jakub Brzeziński | Kamil Kozdroń       | Škoda Fabia R5 | +1.6        | 4      |
| 3       | Grzegorz Grzyb   | Robert Hundla       | Škoda Fabia R5 | +5.7        | 3      |
| 4       | Zbigniew Gabryś  | Artur Natkaniec     | Ford Fiesta R5 | +6.9        | 2      |
| 5       | Jarosław Kołtun  | Ireneusz Pleskot    | Ford Fiesta R5 | +8.8        | 1      |

## Wyniki końcowe rajdu
| Miejsce | Kierowca            | Pilot               | Samochód                 | Czas      | Strata  | Grupa Klasa | Punkty |
| ------- | ------------------- | ------------------- | ------------------------ | --------- | ------- | ----------- | ------ |
| 1       | Grzegorz Grzyb      | Robert Hundla       | Škoda Fabia R5           | 57:57.8   | -       | 2           | 25+3   |
| 2       | Jakub Brzeziński    | Kamil Kozdroń       | Škoda Fabia R5           | 58:10.8   | +13.0   | 2           | 18+4   |
| 3       | Mikołaj Marczyk     | Szymon Gospodarczyk | Škoda Fabia R5           | 58:15.5   | +17.7   | 2           | 15+5   |
| 4       | Zbigniew Gabryś     | Artur Natkaniec     | Ford Fiesta R5           | 58:23.1   | +25.3   | 2           | 12+2   |
| 5       | Tomasz Kasperczyk   | Damian Syty         | Ford Fiesta R5           | 58:51.8   | +54.0   | 2           | 10     |
| 6       | Jarosław Kołtun     | Ireneusz Pleskot    | Ford Fiesta R5           | 59:03.5   | +1:05.7 | 2           | 8+1    |
| 7       | Marcin Słobodzian   | Grzegorz Dachowski  | Subaru Impreza STi N15   | 1:00:42.2 | +2:44.4 | Open N      | 6      |
| 8       | Łukasz Byśkiniewicz | Maciej Wisławski    | Hyundai i20 R5           | 1:00:48.6 | +2:50.8 | 2           | 4      |
| 9       | Łukasz Kotarba      | Tomasz Kotarba      | Mitsubishi Lancer Evo IX | 1:02:01.3 | +4:03.5 | Open N      | 2      |
| 10      | Kacper Wróblewski   | Jacek Spentany      | Peugeot 208 R2           | 1:02:36.5 | +4:38.7 | 4           | 1      |